# Allan Saint-Maximin
Allan Irénée Saint-Maximin, född 12 mars 1997 i Châtenay-Malabry, är en fransk fotbollsspelare som spelar för Fenerbahçe, på lån från Al-Ahli.

## Karriär
I augusti 2017 värvades Saint-Maximin av Nice. Den 2 augusti 2019 värvades Saint-Maximin av Newcastle United, där han skrev på ett sexårskontrakt. Saint-Maximin gjorde sin Premier League-debut den 11 augusti 2019 i en 1–0-förlust mot Arsenal, där han blev inbytt i den 67:e minuten mot Sean Longstaff.
Den 30 juli 2023 värvades Saint-Maximin av saudiska Al-Ahli, där han skrev på ett treårskontrakt. I juli 2024 lånades Saint-Maximin ut till turkiska Fenerbahçe på ett säsongslån.